# Société française d'histoire des outre-mers
 (novembre 2017).
 (novembre 2017).
Si vous disposez d'ouvrages ou d'articles de référence ou si vous connaissez des sites web de qualité traitant du thème abordé ici, merci de compléter l'article en donnant les références utiles à sa vérifiabilité et en les liant à la section « Notes et références ».
La Société française d’histoire des outre-mers ou SFHOM, fondée par Alfred Martineau en 1912, se consacre à l'étude de l'histoire des outre-mers. 
Toujours active au début du XXIe siècle, elle s'est appelée en 1912 « Société d’histoire des colonies françaises », elle devient la « Société d’histoire des colonies » en 1931, puis, en 1958, la « Société française d’histoire d’outre-mer » avant de prendre en 2013 son nom actuel.
Sa Revue porte le nom de la Société qui la publie, parfois avec des variantes. De 1913 à 1930, il s’agit de la Revue d’histoire des colonies françaises, de 1931 à 1958, de la Revue d’histoire des colonies, présentant une couverture, verte, ocre, puis plus ou moins bleue. En 1959, elle devient Revue française d’histoire d’outre-mer, avec un sous-titre de 1987 à 1998 : « Explorations, Colonisation, Indépendances », puis en 1999 : Outre-mers. Revue d’histoire. 

## Histoire

### Contexte
En 1912, l’Europe est encore en pleine période de conquêtes coloniales, et même si le traité de Berlin a fixé les frontières des nouveaux États africains, le cœur du continent reste mal connu, ce dont témoignent les cartes de l’époque. 
L’administration des nouveaux territoires est confiée à des administrateurs civils qui apprennent à s’adapter à leurs nouvelles affectations, recevant les ordres de Paris par la voie hiérarchique. Sur le terrain, la vie intellectuelle, telle que conçue à Paris, est bien différente et, en dehors de quelques centres comme Dakar, lieu de résidence du gouverneur général de l’Afrique-Occidentale française, les administrateurs, les responsables des cultes chrétiens, les agents commerciaux restent très isolés. Nous conservons d’eux des journaux personnels et des lettres qui continuent d’être régulièrement publiés, en comptes rendus de la vie d’une époque. Comme cela était habituel au XIXe siècle, plusieurs de ces expatriés restant en relation avec leur région natale, sont membres de sociétés savantes qui leur ouvrent les pages de leurs revues et les portes de leur musée.
En France, l’année 1914 marque l’arrêt des grandes collectes de collections provenant des territoires lointains destinées aux Musées pour l’instruction du public. Les officiers, acteurs de la conquête coloniale en ont été d’importants pourvoyeurs, puis les civils ont pris la relève. Les collections d’ethnographie, notamment, ont été favorisées au XIXe siècle, tout particulièrement par la Société de géographie commerciale de Paris ; en 1887, un musée d’ethnographie a ouvert ses portes sur la Colline de Chaillot, le Musée d’ethnographie du Trocadéro, à la faveur de l’exposition universelle qui a occupé le Champ de Mars. On y présente ainsi de nouvelles populations, mais on est encore loin de se préoccuper de leur histoire de façon académique.
De nombreux autres musées ont eux aussi reçu ce type de collections et quelques nouveaux ont été alors créés : à Cherbourg, le docteur René Collignon, médecin des troupes de marine et membre de plusieurs sociétés savantes, ouvre le Muséum de la ville en 1912 ; afin de compléter les collections anciennes, il fait appel à ses relations, notamment dans le milieu des officiers de marine. À Bordeaux, le doyen de la Faculté mixte de médecine et de pharmacie, Albert Pitres, en 1884, en fait installer un dans la galerie du premier étage de la faculté. Les collections ont été souvent ramenées par les médecins impliqués dans les campagnes coloniales ou achetées dans la ville. Ce musée est destiné aux étudiants afin de les préparer à leurs services dans les colonies. Les lieux de provenance de ces pièces témoignent de l’avancée des conquêtes et des qualités de contacts établis sur les différents continents.
À Paris, le directeur de l’Hôtel de la Monnaie de Paris, Alfred de Foville, depuis la fin du XIXe siècle, explicite son souhait « d’assurer au Musée monétaire du Quai de Conti une collection aussi complète que possible et, grâce au concours de l’Union commerciale française, ce désir a pu se réaliser. Il y a là, depuis 1898, toute une série d’authentiques et curieux spécimens de monnaies usitées dans les profondeurs du continent noir ». Cette société commerçante était alors bien implantée dans la vallée du Congo et au Soudan occidental, ce qui explique la provenance de nombre de pièces des collections. Foville a le sentiment que ces monnaies ne subsisteraient pas longtemps, alors qu’il estime que c’est le continent sur lequel il en subsiste le plus : « ces monnaies une fois collectées sont préservées pour les générations à venir ». C’est un peu dans cet esprit que Martineau souhaite publier d’anciens documents voués à disparaître. 
Les objectifs développés par Martineau et l’historien Henri Froidevaux dans le premier numéro de la revue, en 1913, s’inscrivent dans un mouvement de pensée déjà ancien qui visait à étendre le champ des connaissances de notre planète et à en présenter les données de façon érudite à un large public, aux côtés de divers musées, muséums et d’expositions plus ou moins consacrées à l’outre-mer. Déjà, à la fin du XIXe siècle, de multiples études se sont développées autour des pays que l’on conquiert progressivement. Les voyageurs, toute formation confondue, sont sollicités pour ramener des échantillons des savoir-faire des peuples lointains, rédiger des articles, des ouvrages, réaliser des conférences autour de ces découvertes. Les écoles de médecine et les universités inscrivent ces nouvelles connaissances dans leurs programmes, élargissant le champ tant de la sociologie, de l’anthropologie que de l’histoire. Les universités de Marseille, Bordeaux et Paris ont alors joué un rôle phare : en cela se poursuivent des traditions entretenues au cours du XIXe siècle.
En France, l’histoire de colonies est encore méconnue et non enseignée en tant que telle à l’Université. Ceci est souligné par l’historien Froidevaux dans le premier numéro de la revue. Il s’appuie sur les travaux des sociétés savantes d’autres pays disposant de colonies comme l’Angleterre et les Pays-Bas qui, dès le XIXe siècle, ont lancé des études sur l’histoire des colonies et souligné le rôle de certains grands navigateurs dans ce mouvement de l’Europe vers les différentes régions du monde. Froidevaux rappelle que, au tournant du XXe siècle, l’Union coloniale française a envisagé de "remettre au jour un certain nombre d’anciens textes, importants et rares, relatifs à l’histoire de nos possessions d’outre-mer et avait songé à fonder une Société d’histoire coloniale, formulant le vœu suivant : « Puisse cet ensemble de publications (à venir) contribuer au progrès de la science historique »."
Froidevaux estime qu’en France l’histoire coloniale était relativement récente et la fait remonter aux alentours de 1850 : « c’est-à-dire au moment où commençait de se dessiner pour notre pays, grâce à la conquête de l’Algérie et à la fondation de nouveaux comptoirs sur les rivages occidentaux de l’Afrique, la constitution d'un second empire colonial autour des lamentables épaves de nos anciennes possessions d’outre-mer, que furent publiées les premières histoires d’ensemble des colonies françaises. Histoires bien imparfaites d'ailleurs, simples juxtapositions de monographies placées les unes à la suite des autres, démarquages plus ou moins dissimulés des chapitres historiques insérés dans les excellentes Notices statistiques sur les colonies françaises (Paris, Imp. Royale, 1837-1840, 4 vol. in-8°) et de quelques monographies – sur Madagascar, sur la Guyane –, publiées sous le règne de Louis-Philippe par les soins du ministère de la Marine ou par quelques consciencieux érudits ; histoires très incomplètes, souvent erronées ou imprécises, dépourvues d'esprit critique, de fil conducteur et de vues d’ensemble, ne montrant guère ou même ne montrant pas du tout les rapports étroits de la politique métropolitaine avec les destinées des établissements français d’outre-mer ; histoires dignes d’attention toutefois, en tant que premiers essais, et parce que permettant de déterminer l’époque où l’on a vraiment commencé de s'intéresser, en France, dans une certaine partie de la nation, à l'expansion coloniale, et non pas seulement à l’œuvre contemporaine, mais aussi, en quelque mesure, au passé colonial du pays ».
Martineau aborde l’univers colonial sous un angle différent. Étudiant, il a adhéré à la Société de géographie commerciale de Paris ; en 1892, devenu député, il participe à la création du groupe colonial à l’Assemblée nationale et devient membre de toute une série d’organismes liés au développement de la colonisation : comités coloniaux, comités de propagandes, assemblées coloniales. Tout ceci lui permet d’établir des contacts avec de nombreux hommes politiques et hommes d’affaires dont il sait s’entourer lors de la création de la Société d’histoire des colonies françaises. Bien qu’impliqués dans le développement de la colonisation, Martineau et ses amis ne traitent pas des événements de l’époque : pendant plusieurs années, la Revue fait paraître presque exclusivement des documents traitant des anciennes possessions françaises. 

### Martineau et la fondation de la Société d’histoire des colonies françaises
Martineau précise les circonstances qui entraînent la création de la société dont le but était d’étudier toutes les questions relatives à l’histoire des territoires ayant appartenu ou appartenant à la France. « Au moment où paraît le premier numéro de la Revue de l’histoire des colonies françaises, il n’est peut-être pas inutile d'expliquer dans quelles conditions la Société de l’histoire des colonies s’est elle-même constituée. Comme cette constitution fut, au début du moins, le résultat d’un effort un peu personnel, on comprendra sans peine que l’explication soit très courte. Il y a trois ans, j’étais gouverneur des établissements français dans l’Inde. L’idée me vint un jour de consulter les vieilles archives de Pondichéry, qui, malgré leur dispersion après les sièges de 1760 et de 1779, conservent encore beaucoup de documents intéressants, soit en originaux, soit en copies. Je fus frappé de voir que presque tous ces documents s’en allaient à une destruction certaine, soit par le blanchissement de l'encre soit par l'effritement du papier. Plus tard, il me fut donné, en une série de voyages à travers la péninsule, de parcourir la plupart des lieux historiques où se jouèrent les destinées de notre empire indou, et, si je fus émerveillé des beautés du Taj à Agra, des rites sacrés du Brahmanisme à Bénarès, et des progrès industriels de la ville de Bombay, j’eus une sensation d’une autre nature et une sensation plus profonde en visitant le roc de Trichinopoli où se brisa la fortune de Dupleix et la forteresse de Seringapatam où, avec la mort de Tippou Sahib, se scella l’asservissement définitif de l’Inde à la puissance de l’Angleterre.
L’idée me vint alors de conserver ces papiers, qui, j’ai pu m’en convaincre, renferment des récits épiques encore ignorés de l’histoire, et de ressusciter la mémoire de héros modestes ou trop peu connus qui, sur toute la surface de l’Inde, ont essayé de doter la France d’un empire dont Dupleix et Bussy entrevirent seuls tout le développement. Pour réaliser cette idée, M. [Gaston de La Barre] de Nanteuil, président du Conseil général de l’Inde française, et M. [Henri] Gaebelé, maire de Pondichéry, voulurent bien prêter leur concours à la création d'une société historique, qui prit le titre de Société de l’histoire de l’Inde française. La société nouvelle se mit aussitôt à publier divers documents d’ordre diplomatique ou politique, dont quelques-uns tombaient déjà en poussière. Elle a publié ensuite et elle publie encore aujourd’hui, sous la direction de M. [Edmond] Gaudart, gouverneur honoraire des Colonies, des extraits des procès-verbaux du Conseil supérieur de Pondichéry, depuis la création de ce Conseil, en 1701. Une histoire spéciale de l’Inde se dégagera de ces documents. Revenu en France, il me sembla que l’idée qui venait de se réaliser dans l’Inde, pouvait aussi bien s'appliquer à l'ensemble de nos colonies. Je m'assurai d'abord le concours du Conseil général de l’Inde ; M. [William] Ponty, gouverneur général de l’Afrique occidentale, voulut bien prêter l'appui de la colonie qu'il administrait ; la Société de l’histoire des colonies françaises pouvait vivre ; elle se fonda.
Si la Société, comme nous l’espérons, réalise le programme qu’elle s'est tracé et qu’on lira plus loin, les amateurs des études historiques sauront qu’ils doivent en témoigner tout d’abord leur reconnaissance à M. le Gouverneur général de l’Afrique occidentale et au Conseil général de l’Inde, sans l’appui desquels notre société aurait pu ne rester qu’une espérance ; ils devront aussi une gratitude particulière aux historiens et aux érudits qui ont donné sans réserve leur adhésion à la société naissante et lui ont prêté dès le premier jour le haut patronage de leur nom et de leur autorité. Il sera aussi permis de remercier les membres de l’Académie française, qui ont accepté un peu plus tard de faire partie de notre comité et dont l’un, M. [Raymond] Poincaré, préparait déjà à cette époque les matériaux de l’histoire extérieure sur laquelle nos successeurs travailleront à leur tour. »
L’article 1 des statuts parus dans le premier numéro de la Revue, en 1913, définissait ainsi l’objet de cette association : « L’étude de toutes les questions relatives à l’histoire des colonies, appartenant ou ayant appartenu à la France ». L’article 2 précisait que « la société publierait des documents originaux, éditerait une revue traitant de questions d’histoire » [Statuts, 1913, no 1, p. 123-125]. Afin de faire connaître la nouvelle société et ses activités, Martineau publia le texte d’une circulaire qu’il adressa « aux universités, sociétés savantes et en général à toutes les personnes susceptibles de s’intéresser au passé de nos colonies pour leur faire part de la fondation de la Société et leur taire connaître le programme de ses travaux ». 
« Depuis une cinquantaine d’années, les sociétés historiques se sont multipliées en France. Au fur et à mesure que croissait l’intérêt du public pour les choses du passé, érudits et travailleurs sentaient la nécessité de coordonner leurs efforts en vue d’une meilleure organisation du travail. Certaines de ces sociétés se consacrent à l'étude d'un pays, d'une région ou d'une ville, telles que la Société de l’histoire de France, la Société de l’histoire de Paris ; quelques-unes limitent leur action à une période déterminée de l’histoire : Société de l’histoire moderne, Société d’histoire de la Révolution, Société d’histoire de la Révolution de 1848 ; d’autres enfin ont un objet plus limité encore, comme la Société de l’histoire du protestantisme français, la Société d’histoire littéraire de la France, etc. Nul ne saurait s’étonner qu’à cette liste déjà longue vienne s’ajouter une Société de l’histoire des colonies françaises. Le passé colonial de notre pays est assez riche – qu’il s’agisse du passé des régions qui ont cessé d'être françaises ou qu'il s'agisse du passé des territoires qui appartiennent encore à la France – pour justifier la création d'un groupement portant ce titre. Les personnes qui s’intéressent aujourd’hui à l’histoire des colonies ne sont pas rares : grouper toutes les compétences et toutes les curiosités, en vue de mieux coordonner les efforts, telle est l’objet de la nouvelle Société. »

### L’esprit initial de la fondation de la Société
Dès la création de la Société, Martineau définit la qualité de son esprit et l’aspect que devrait prendre la revue : « La nouvelle Société publiera des documents inédits, des réimpressions d’ouvrages rares et coûteux et une revue. Les documents : mémoires, correspondances, instructions aux gouverneurs, récits de voyage, rapports commerciaux, etc., seront empruntés, soit aux dépôts publics d'archives, que seuls quelques érudits ont jusqu'ici explorés, soit aux collections privées, parfois si riches. Les documents de quelque étendue seront publiés en volumes distincts, sous leur titre propre et avec un numéro d’ordre particulier. Ceux qui ne pourraient, vu leur brièveté, être publiés à part, paraîtront dans la Revue, précédés chacun d’une introduction spéciale, qui les placera dans leur cadre historique et permettra d’en mieux comprendre l'objet. Quant à cette Revue, elle comprendra un fascicule de 112 pages au minimum par trimestre, et contiendra, outre les documents dont il vient d’être question, des articles de fond, des chroniques et une bibliographie aussi complète que possible.
« Il est enfin une œuvre que la Société se propose aussi de réaliser, c’est l’édition d'un atlas historique des colonies, atlas qui fait actuellement défaut. Les publications de la Société seront toutes publiées dans le format 24 1/2x15 ½, sur papier vergé de pur chiffon et comprendront au minimum 1 200 pages d’impression par an. Ces publications feront connaître, sans aucun esprit de parti, les tentatives que nos pères ont faites à différentes époques, soit pour fonder des établissements commerciaux, soit pour créer des empires. Elles ne se borneront pas aux noms illustres comme ceux de Dupleix, La Bourdonnaye, Bussy, Flacourt, Poivre [etc.] […]. Elles les suivront au Brésil, à la Grenade, à Saint-Christophe, au Pérou, à Bangkok, à la Floride, , etc., partout enfin où les Français se sont installés, même pour peu de temps."
« En 1913, en dehors de la Revue et des documents divers qui s’y trouveront rassemblés, nous publierons en volumes spéciaux le premier voyage de [Michel Jajolet de] Lacourbe au Sénégal en 1683, l’odyssée de [Jean] Law de Lauriston au Bengale après la bataille de Plassey et un rapport du commandant [Pierre-Joseph] de Kergariou sur la mission de la Cybèle en Extrême-Orient, en 1817-1818. La Société poursuivra, jusqu'aux approches de l’époque contemporaine, les diverses manifestations de notre activité extérieure et édifiera ainsi, avec les années, le véritable monument qui soit dû à nos gloires coloniales. »
Martineau choisit l’imprimerie Paillart à Abbeville pour assurer la publication de la revue dès 1913 et des ouvrages de la société dès 1915. Et c’est toujours la même Imprimerie qui réalise l’impression de nos travaux. En 1913, la Revue parut à raison de quatre numéros imprimés par an sur papier chiffon avec une couverture verte. 

### L’évolution de l’esprit de la Société d’histoire des colonies françaises
Depuis 1913, le contexte de vie de la Société a beaucoup changé. Ses premiers membres étaient des administrateurs passionnés par leur tâche et l’image de la grandeur de la France à l’échelle du monde. Certains sont devenus par la suite des historiens réputés, notamment Martineau, qui obtint en 1921 la première chaire d’histoire coloniale au Collège de France. Ces hommes s’appuyaient sur tout l’appareil sur lequel reposait la vie coloniale, rassemblant de nombreuses personnalités politiques et les hommes d’affaires célèbres alors, plusieurs étant des dirigeants de compagnies commerciales.
Peu à peu, la Société évolue pour s’adapter à de nouveaux environnements mondiaux. La période coloniale est passée ; ses acteurs se sont eux aussi effacés bien souvent, mais des historiens de métier ont pris la relève, retenant le souci de raconter l’histoire du monde, d’en préserver documents et témoignages, de transmettre leurs démarches conceptuelles et les résultats de leurs recherches, leurs savoir-faire à de plus jeunes, associant des hommes et des femmes de formations, de localisations géographiques et académiques aussi variées que possible, dans un réel souci d’ouverture humaine et intellectuelle. Depuis les indépendances, les noms des pays, des régions ont changé, parfois plusieurs fois ; au cours de tout le XXe siècle, des frontières ont été mises en place, puis déplacées, parfois à maintes reprises.
Les aspects géographiques et politiques ont également influé sur l’identité des habitants des régions concernées. La transposition des noms, après coup, est complexe et l’historien joue un rôle de premier plan pour expliquer les raisons de ces changements, ce qui le mène très loin des buts premiers fixés par les fondateurs de la société. La volonté d’embrasser l’histoire à une vaste échelle demeure. L’on continue de passer en revue les thèmes communs qui lient et différencient les cultures, voire de critiquer nos méthodes d’approche classiques, afin de contribuer au renouvellement des démarches d’analyse et des connaissances. Même si la Société est née à l’époque de la conquête d’empires d’outre-mers, associée à d’importantes considérations militaires et économiques, les publications ont toujours présenté une large ouverture sur des thèmes variés.
Les Tables bibliographiques, rédigées périodiquement, sont des jalons dans la vie de la Société. À travers leurs listes de publications, leurs introductions, apparaissent les préoccupations des époques successives. Un parcours à travers elles constitue en soi un voyage dans l’historiographie des outre-mers. Une étude systématique des publications de 1913 à 2002 permet à coup sûr de discerner des « courants de pensée », voire des structures idéologiques propres à chacune des époques traversées. En effet, la Revue est un reflet des mentalités d’époques successives, des courants dominants au sein de structures académiques. Les articles ont exprimé des démarches qui ont pu passer pour originales, sinon novatrices, au gré des initiatives des érudits, savants, universitaires ou administrateurs de l’outre-mer qui s’impliquaient dans l’animation de ce pôle de rayonnement intellectuel. Ce sont des reflets d’époques successives, à coup sûr, pourrait-on ainsi penser ; au lendemain des indépendances et à partir des années 1970, de nouvelles formes de pensée, de méthodes de travail et d’analyse apparaissent dans les écrits de la revue dont nombre sont rédigés par des collègues étrangers.

### Une contribution éditoriale enrichissante : un premier bilan en 1923
En 1912, Martineau s’est fixé pour but d’éditer une revue trimestrielle publiant des documents originaux et des volumes d’histoire. « Presque aussitôt après sa création, a surgi la Grande Guerre. On eut pu craindre que ce long drame ne lui fût fatal : elle venait à peine de naître et risquait de disparaître dans la tourmente. Heureusement, il n’en fut rien et, malgré les difficultés d’édition, la Revue a pu paraître régulièrement tous les trois mois. »
Seule la publication des documents inédits ou des volumes a dû parfois être différée ; mais elle est aujourd'hui reprise si bien que jusqu'à ce jour la Société a pu éditer :
- Le premier voyage du sieur de la Courbe fait à la coste d’Afrique en 1685, par Pierre Cultru ;
- Mémoires sur quelques affaires de l’Empire Mogol, 1756-1761, de Jean Law de Lauriston ;
- La mission de la Cybèle en Extrême-Orient, 1817-1818. Journal de voyage du capitaine de Kergariou ;
- La relation sur le Tonkin et la Cochinchine de M. de la Bissachère (1867).

Les Instructions générales données de 1763 à 1831 aux gouverneurs et ordonnateurs des établissements français en Afrique occidentale ; [Bertrand-François Mahé de] La Bourdonnais, par Pierre Crépin.
En dehors de l’intérêt qu’ils peuvent présenter, tous ces volumes, comme la Revue elle-même, se recommandent par une exécution typographique et une qualité de papier qui ont contribué pour leur part à assurer leur succès. Il n’est pas douteux que ces publications, tirées à un nombre restreint d’exemplaires, formeront dans un avenir rapproché une collection assez rare qui attire dès aujourd’hui l'attention non seulement des historiens, mais encore des bibliophiles » [Tables bibliographiques de la Société de l’histoire des colonies françaises (1913-1922), p. III-IV].

### Un deuxième bilan du contenu éditorial en 1933
La lecture des Tables explicite les nouvelles orientations du parcours suivi par la revue. Ainsi, en 1922, alors que l’on célèbre un premier anniversaire, la Société soutient ouvertement la politique coloniale de la France. Nombre de rubriques paraissent non signées, et de grands noms d’acteurs de la colonisation accordent leur plume à la Revue : « La Société de l’histoire des colonies françaises compte aujourd’hui 20 ans d’existence […]. Cette longue durée est, pour les personnes qui l’ont créée, un précieux encouragement à poursuivre leur œuvre et, si possible, l'améliorer. Son but, à l'origine, était de publier une revue, des documents inédits et des ouvrages d'histoire coloniale, se référant au passé des colonies appartenant ou ayant appartenu à la France. Ce programme a été régulièrement exécuté, sans interruption d’aucune sorte, même durant la guerre de 1914 à 1918, et il se poursuit. » 

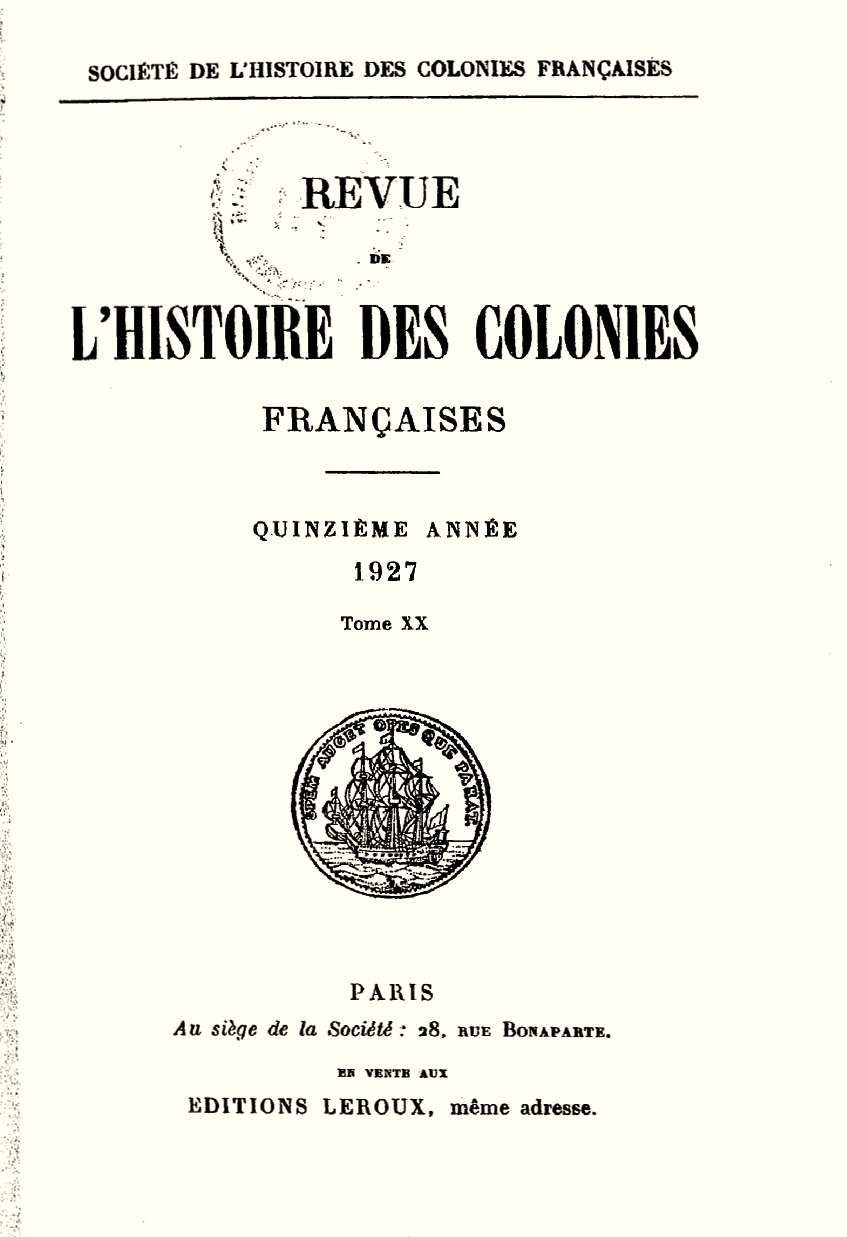
Revue d'histoire des colonies, 1927.

"Cependant, depuis plusieurs années, la Société a étendu un peu son cercle d’action aux pays étrangers et, sans désirer en aucune façon devenir internationale, mot trop fâcheusement à la mode, elle a cru devoir accepter et même provoquer des études, qui nous sont venues surtout d’Angleterre, de Belgique et d'Italie. Elle a cru d’autre part devoir développer assez largement sa bibliographie de volumes et de revues, de telle façon qu’elle est devenue en ces dernières années comme une encyclopédie de toutes les connaissances historiques d'ordre colonial, se référant surtout à notre pays. On s’en rendra compte par la liste des comptes rendus de volumes et plus encore par l’énumération des articles de revue, que nous avons ou analysés ou simplement signalés.» 
"La Revue de l’histoire des colonies françaises est devenue ainsi un instrument de travail extrêmement précieux, dont l'importance sinon l’utilité s'affirme chaque jour davantage, tant pour les étudiants ou les chercheurs que pour les lecteurs ordinaires, qui, dans la lecture des œuvres historiques, espèrent trouver une leçon des événements ou une distraction de l'esprit. Aussi nous a-t-il paru nécessaire de publier une Table de nos publications qui résume tous nos efforts et facilite les recherches aux administrations, aux bibliothèques, aux étudiants et au public lui-même. Déjà, nous avions eu pareille préoccupation il y a dix ans, et nous avions publié à cette époque une première Table qui est épuisée. Nous la reprenons aujourd’hui, en l'englobant dans la présente publication, mais avec une présentation différente, résultant non pas d’une transformation très sensible de la Revue, mais de quelques modifications de rubriques, imposées ou inspirées par les circonstances. » La présente Table [en 1933] comprend donc l’indication de tous les articles d’ordre divers, ayant paru dans notre Revue depuis 1913.
Elle comprend trois divisions principales :
1. Les articles de fond. Nous les avons classés par noms d'auteurs, sans distinction de pays […].
2. Une seconde division comprend les Notices bibliographiques parues sous cette rubrique dans la Revue de 1913 à 1925. C’est un mélange de comptes-rendus de volumes, de mention d’articles de revues ou même des articles originaux […]. Ces articles ou comptes rendus ont été presque tous rédigés par M. Henri Froidevaux, qui a déployé dans cette tâche un peu ingrate d’éclaircissement une conscience et une sûreté de jugement, auxquelles il n’est que juste de rendre ici le plus sincère hommage.
3. Viennent ensuite les Comptes rendus de volumes et la Revue des revues, se suivant sans se confondre […]. [Nous avons] tenu à donner au public une documentation aussi complète que possible, qui le dispense lui-même de toute recherche. En réalité, c’est une bibliographie d’ordre historique et colonial qui, si elle ne vise pas à être complète, a laissé cependant échapper fort peu de volumes méritant de retenir l’attention […]. » À ces trois subdivisions s’ajoutent […] un Bulletin historique et des Notes et nouvelles […]. Il est venu s’ajouter à la Revue, en l’année 1932 seulement, un Mémento colonial, de 40 à 50 pages, divisé en trois parties : d’abord un Mémento historique qui rappelle, sans les commenter, les principaux événements d’ordre colonial qui se sont accomplis durant les deux mois précédents dans les diverses colonies de la France ou de l’Étranger ; ensuite les Comptes rendus des volumes et la Revue des revues, détachés de la Revue elle-même mais publiés en même temps qu’elle et qui lui font suite ; enfin, un mémento bibliographique de tous les ouvrages, de quelque ordre colonial que ce soit, qui ont paru ou ont été annoncés dans les deux mois précédents par la Bibliographie de la France. » Ainsi se continue et se développe le programme que la Revue de l’histoire des colonies s’est tracé dans l'origine moins dans le but d’instruire, au nom d'une doctrine quelconque, qu’avec le désir de convaincre le lecteur que les leçons du passé, adaptées à une saine psychologie, serviraient quelquefois utilement de guide aux hommes qui ont la charge des destinées de leur pays » [Alfred Martineau, Table bibliographique, 1913-1932, 1933, p. 7-10]. Pendant l’entre-deux-guerres, les publications de la Société d’histoire des colonies font partie de la bibliothèque des administrateurs dont les inventaires figurent dans les dossiers d’archives de différents pays africains.

De 1933 à 1958, la Revue a connu des transformations importantes. Il est bon d’en indiquer les grandes lignes pour faciliter l’utilisation de la Table. Jusqu’à la fin de 1935, une pagination différente distingue les articles de fond du « Mémento colonial », qui comprend trois parties : le ‘mémento historique’ groupant statistiques et informations concernant les différentes colonies et protectorats, les « comptes rendus » et la « Revue des revues » et le « mémento bibliographique ». Cette dernière rubrique consiste en une liste des ouvrages qui viennent de paraître. À partir de 1936, « comptes rendus » et « mémento bibliographique » sont intégrés dans la Revue par une pagination continue, tandis que le « mémento historique » est détaché pour former un numéro spécial publié sous le titre de « L’Année coloniale » en 1937, 1938 et 1939… Cependant, elle ne s’interdit pas, dans sa « Revue des revues », de recenser des articles consacrés à l’évolution actuelle ou à un passé très récent » [Tables bibliographiques 1933-1958, p. 311-312].

### Les mutations dans le mouvement de décolonisation

#### De l’après-guerre à la fin duXXesiècle
Après la guerre, la Revue prend sa structure actuelle, abandonnant la publication de la rubrique « l’année coloniale » et du « mémento colonial » ; ses activités sont résolument tournées vers l’histoire, et la Société prend un nouveau nom. Le nom de Robert Delavignette est attaché à cette décision prise en assemblée générale. Dans cette période, anciens administrateurs, ambassadeurs, diplomates, archivistes, universitaires, plus rarement responsables d’organismes financiers ou commerciaux, tel Louis Renaudin, président du Crédit foncier d’Algérie & de Tunisie, jouent un rôle prépondérant. 
Delavignette est président de la société de 1954 à 1960, puis devient président d’honneur. Il figure dans la liste des membres du bureau en tant que « gouverneur général de la France d’outre-mer ». En 1961, Hubert Deschamps lui succède avec l’étiquette de « Monsieur le gouverneur Hubert Deschamps, professeur à la Sorbonne ». L’un et l’autre publient dans les pages de la Revue, ont de riches parcours professionnels. Tous deux, notamment, font partie de la commission d’enquête parlementaire chargée de préparer « la rénovation du système colonial français » sous le Front populaire. Delavignette a débuté au bas de la carrière d’administrateur ; de 1937 à 1946, il est directeur de l’École nationale de la France d’outre-mer et réussit à la faire fonctionner pendant la guerre et à protéger les étudiants. Il l’ouvre à de nouveaux enseignements (ethnologie, linguistique) et fait appel à des intellectuels africains, tels Léopold Sedar Senghor ou Diori Hamani. Au lendemain de la Deuxième Guerre mondiale, il devient directeur des affaires politiques du ministère de la France d’Outre-Mer et œuvre pour une large décentralisation de l’administration des colonies. Il participe ainsi à l’ouverture de la Société à un nouvel agencement des mondes des outre-mers.
En pleine période du mouvement des indépendances, Roger Pasquier prend en main les destinées de la Société et de sa Revue en tant que secrétaire général. Grâce en grande part à ses soins vigilants, les activités furent alors résolument tournées vers l’histoire et la société changea à nouveau de nom. Le « Mémento colonial », important dans les années 1930, est abandonné. « Au moment où la Revue d’histoire des colonies cède la place à la Revue française d’histoire d'outre-mer, il a paru utile de dresser le bilan de son activité en publiant une Table détaillée de tous les articles, notes et comptes rendus divers qui ont paru dans ses colonnes de 1933 à 1958. Cette Table complète celle qui a été établie en 1935 pour la période 1913-1933. 
Au lendemain de la Deuxième Guerre mondiale, des spécialistes de l’histoire d’Haïti et des Antilles occupent de nombreuses pages ; parmi eux, citons Louis-Philippe May et Gabriel Debien. D’anciens documents d’archives sont publiés, dont le manuscrit de Louis-Élie Moreau de Saint-Méry sur l’histoire de Saint-Domingue rédigé à la veille de la Révolution française et publié par Blanche Maurel et Étienne Taillemite ; ce livre, vite épuisé, a été réédité deux fois depuis par les Publications de la Sfhom. La rubrique des comptes rendus reste sans cesse active, ce qui permet de faire connaître aux lecteurs les dernières publications de l’outre-mer, sous un angle historique ; ainsi, un large public peut être informé de l’existence de publications, qui, sans cela, risqueraient de rester très confidentielles.
Depuis cette période, les responsables de la Revue ont choisi de présenter des travaux historiques ouverts sur les multiples préoccupations de l’époque. Chaque équipe chargée de veiller à la vie de la Société et à celle de la Revue a eu soin d’assurer la continuité de cet esprit – comme l’indiquent les Tables publiées en 2003. Et nombre de tournants décisifs de la seconde moitié du XXe siècle ont pu être pris judicieusement. Dans les années 1960 et 1970, la présidence de la Société revient encore à des administrateurs : Delavignette, successivement président, puis président d’honneur, et Deschamps. Jean-Claude Nardin et Roger Pasquier, tour à tour secrétaire général, orientent l’association vers des approches historiques neuves, des analyses critiques, des thèmes problématiques. Ils leur permettent de trouver dans la Revue un lieu d’expression et de diffusion. 
Dès lors, ce sont surtout des chercheurs universitaires qui prennent en charge les activités de l’association avec la publication de quatre numéros par an. L’histoire économique est entrée aux côtés de Catherine Coquery-Vidrovitch et d’Hélène d'Almeida-Topor. Les historiens des pays nouvellement indépendants ont confié leurs travaux à la revue, l’ouvrant à de nouvelles méthodes historiques, allant au-delà des considérations politiques et administratives jusque là souvent privilégiées, et des observations des voyageurs. De fortes personnalités ont lancé des débats nouveaux, tels Charles-Robert Ageron, Jean Devisse, Marc Michel ou Pierre Brocheux. Devenu président, Jean Devisse recherche un temps l’appui des sociétés commerciales, telle la SCOA, impliquée depuis sa création dans l’histoire des pays où elle était installée, autour de Georges Nesterenko et Guy Sabouret. Nesterenko, le patron de cette Société commerciale de l’Ouest africain, une grande société de négoce, est pendant longtemps le trésorier de l’association et lui procure des avantages matériels.
Des historiens d’horizons géographiques, académiques et thématiques différents confient leurs travaux à publier à la société, articles et ouvrages ; elle paraît ainsi comme la garante de publications de qualité et d’une diffusion valorisante pour tous, sorte d’élément fédérateur autour de préoccupations communes, quelques lustres après le mouvement de décolonisation, tandis que le monde académique des territoires et départements d’outre-mer se développe avec dynamisme et participe lui aussi à la Revue.

#### L’évolution actuelle de la SFHOM et de sa revue
Actuellement, c’est une équipe d’universitaires aux spécialités diverses qui a pris la relève d’administrateurs, d’hommes politiques, de chefs de grandes entreprises, même si certains d’entre eux figurent parmi leurs membres. Ils se sont fixé pour tâche d’accorder la parole à des historiens quelles que soient leurs opinions, leurs professions, leurs origines afin de participer à construire, avec des travaux de qualité, l’histoire d’une humanité complexe. Le président est Hugues Tertrais, professeur émérite à l’Université de Paris-Sorbonne, successeur d’Hélène d’Almeida-Topor en 2014.
Aujourd’hui, la Revue est animée par deux rédactrices en chef, les professeures Colette Zytnicki et Isabelle Surun, successeurs de Bernard Droz. Elles sont conseillées et assistées par un comité de rédaction et un conseil scientifique – ce qui fait d’Outre-Mers. Revue d’histoire une « revue à comité de lecture », bien classée dans les évaluations académiques concernant les revues qui paraissent en langue française.
Elle compte deux numéros doubles par an, chacun comportant une partie thématique, des Varia ou ensemble d’articles présentant des recherches en cours, un document provenant de préférence des sources archivistiques, des comptes rendus substantiels et des annonces. Pour aborder l’histoire des continents, les thèmes fédérateurs ont évolué : à travers eux s’établissent des réflexions engendrées par les mouvements de colonisation puis de décolonisation, et maintenant, surtout, sur l’histoire en construction des pays devenus indépendants. Parmi les grandes régions du monde auxquelles la SFHOM a plus particulièrement accordé son attention est Haïti, d’où beaucoup d’habitants sont partis vers d’autres destinations à la fin du XVIIIe siècle. Sont évidemment pris en compte les divers territoires de l’Afrique, l’Asie, surtout celle du Sud-Est, les Amériques, les mondes océanien et Pacifique où se jouent de nouvelles cartes historiques.
Parmi les animateurs ou les simples adhérents de l’association, de nouvelles générations d’historiens ont pris le relais des « glorieux anciens », autour de quinquagénaires ou sexagénaires (Hugues Tertrais, spécialiste de l’histoire de l’Asie ; Hubert Bonin, trésorier pendant une quinzaine d’années, spécialiste d’histoire de l’économie et des entreprises ultramarines ; Odile Goerg (Afrique subsaharienne), Colette Zytnicki et Guy Pervillé (Afrique du Nord) ; Marcel Dorigny (Antilles), Robert Aldrich, Jean-Marc Regnault, Philippe Delisle, Claude Prudhomme, Jacques Dumont, Marie-Albane de Suremain, etc. Cependant, une nouvelle génération s’implique depuis quelques années, avec, par exemple, Julie d’Andurain (histoire militaire coloniale), Pierre Singaravélou (histoire mondialisée des outre-mers), Xavier Huetz de Lemps, Sophie Dulucq, , etc.
La revue Outre-Mers. Revue d’histoire présente des thèmes qui représentent l’évolution et l’enrichissement des recherches, tant coloniales que postcoloniales, en mobilisant nombre de champs, immatériels (enseignements et coopération, religions, etc.) ou matériels (histoire économique, histoire sociale). Elle réussit peu ou prou à coller au mieux au renouvellement des recherches, bien qu’elle se refuse à se rattacher à une « chapelle » – et la crise interne vécue par l’association en 2008 l’a heureusement préservée d’un tel risque – ou à un centre de recherche particulier. Elle se veut fédératrice des différents courants de pensée, d’investigation, de modes conceptuels, sans négliger aucune piste de réflexion.
La SFHOM accorde toujours la priorité aux publications sur l’outre-mer, accueillant dans les pages d’Outre-Mers. Revue d’histoire et dans les ouvrages des synthèses, des réflexions, des perspectives nouvelles rédigées par des chercheurs d’horizons variés. Ces publications sont lues et consultées par un lectorat de tous âges et de toutes conditions, aux multiples origines géographiques, avec beaucoup d’universitaires, certes, mais également des érudits, des communautés académiques, des sociétés savantes, et des familles qui y recherchent trace de leur passé.
Dans le sillage de la grande journée d’étude qui a marqué la célébration de son centenaire en 2012, la SFHOM organise chaque année, depuis 2014, une journée d’étude thématique ; ses actes sont ensuite publiés dans un numéro spécial de la Revue. Deux journées d’étude ont été consacrées ainsi à la Première Guerre mondiale (pendant, puis après, la Grande Guerre) et une autre au « corps en situation coloniale ». En outre, elle a organisé une demi-journée d'études, Partir dans les outre-mers coloniaux, lors des Rendez-Vous de l'histoire de Blois au début d'octobre 2016.
L’équipe animant la SFHOM a entrepris de réfléchir aux orientations stratégiques de la Revue, par rapport aux grands courants thématiques et aux problématiques qui font vivre la vie académique et intellectuelle sur l’histoire ou les histoires des divers empires, à tous les niveaux sociétaux et sociaux, pour tous les aspects de la vie, de l’évolution, de l’économie, des mentalités, des idéologies dans les empires et dans les Métropoles. Des inflexions apparaîtront ainsi dans les années qui viennent, grâce à cet effort collectif de méditation sur l’enrichissement thématique et méthodologique des travaux académiques soutenus par la Revue.

### La SFHOM dans l’économie numérique
Depuis 2010, la SFHOM est dotée d’un site web (www.sfhom.com), afin de mettre en valeur sa philosophie historienne, son histoire, les thématiques de recherche et, bien entendu, ses publications (livres, Revue).
La revue et nombre d'ouvrages anciens de la SFHOM sont accessibles en version numérique sur le site académique Persée.